# Haunted Cities
Haunted Cities é o segundo álbum de estúdio da banda Transplants, lançado em 21 de junho de 2005.

## Faixas
Todas as faixas escritas por Tim Armstrong, Rob Aston e Travis Barker, exceto onde anotado.
01. "Not Today" (Armstrong, Aston, Sen "Sen Dog" Reyes, Barker) – 2:41
02. "Apocalypse Now" – 3:16
03. "Gangsters and Thugs" – 3:54
04. "What I Can't Describe" (Armstrong, Aston, Paul Devoux, Barker) – 4:02
05. "Doomsday" – 3:49
06. "Killafornia" (Armstrong, Aston, Louis "B-Real" Freese, Barker) – 3:47
07. "American Guns" – 2:38
08. "Madness" (Armstrong, Aston, Dave Carlock, Barker) – 3:09
09. "Hit the Fence" – 2:12
10. "Pay Any Price" – 1:57
11. "I Want It All" – 3:56
12. "Crash and Burn" (Armstrong, Aston, Rakaa Taylor, Travis Barker) – 4:45

### Bônus Track
13. "'1,2,3,4,5,6,7" (bônus track do álbum versão japonesa)
14. "Red Dawn" (BestBuy bônus track)

## Desempenho nas paradas musicais
| Parada musical (2005)          | Posição |
| ------------------------------ | ------- |
| Estados Unidos - Billboard 200 | 28      |

## Créditos
- Tim Armstrong - Vocal, guitarra, baixo, sintetizador, teclados
- Rob Aston - Vocal
- Travis Barker - Bateria, percussão